# Solomon Kane

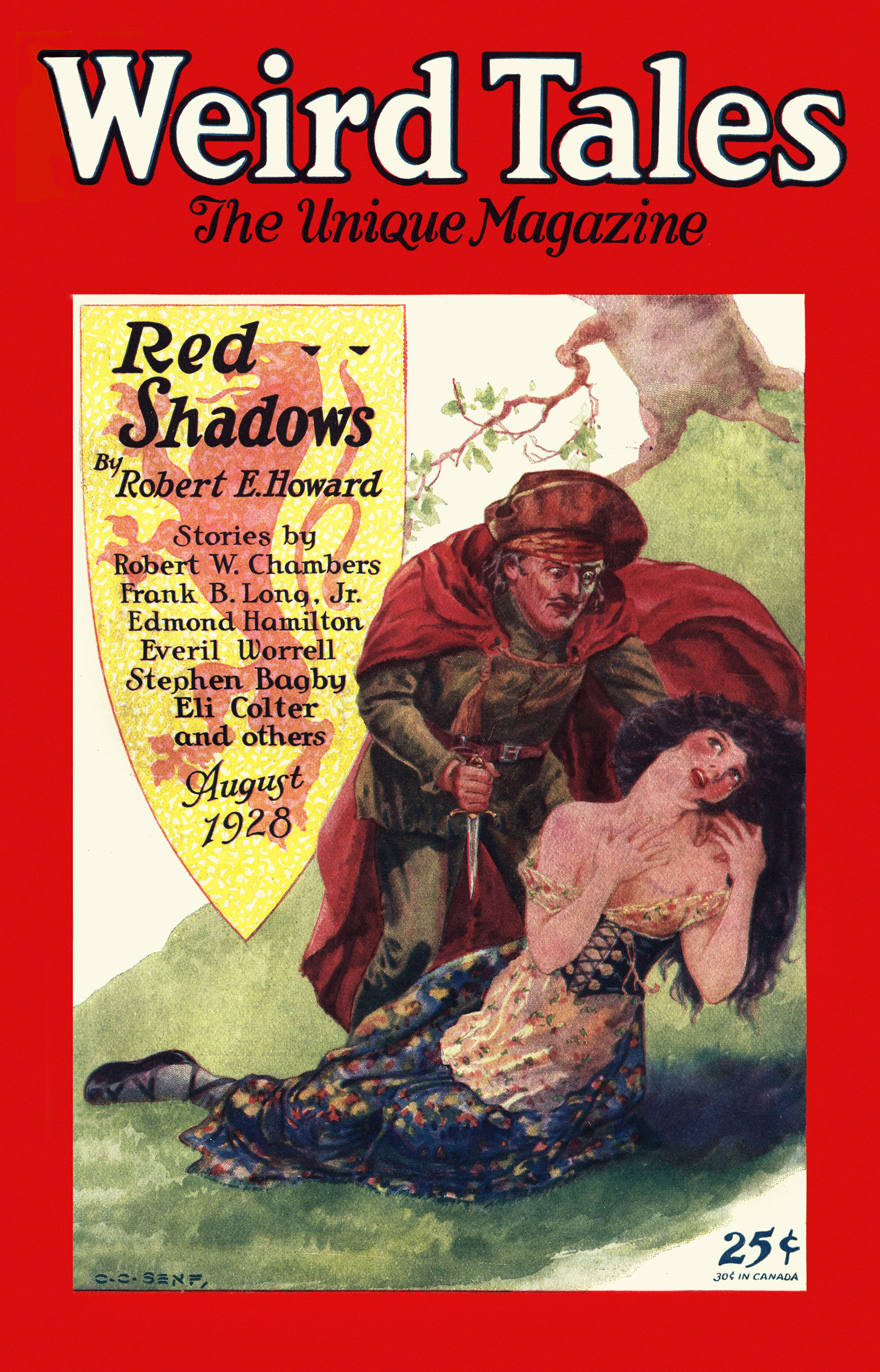
Okładka Weird Tales z sierpnia 1928 roku, w którym zadebiutował Solomon Kane w opowiadaniu "Czerwone cienie"

Solomon Kane – postać literacka stworzona przez Roberta E. Howarda. Kane ma purytańskie poglądy, to obieżyświat bez stałego zajęcia, który walczy ze złem. Kane występuje w kilkunastu opowiadaniach fantastycznych, których akcja jest osadzona w XVI i XVII wieku
W 2009 powstał film Solomon Kane: Pogromca zła w reżyserii Michaela J. Bassetta, z Jamesem Purefoyem w roli tytułowej.